# Via dei Della Robbia
Via dei Della Robbia è una strada di Firenze, che va da piazza Savonarola, angolo via Benivieni, al viale Giuseppe Mazzini (in prossimità dell'innesto con il viale Bernardo Segni), parallela al viale Giacomo Matteotti, uno dei viali di Circonvallazione. Lungo il suo tracciato si incontrano via Benedetto Varchi, via Jacopo Nardi, via Giuseppe La Farina, via Giambologna, via degli Artisti.

## Storia
Lo sviluppo urbano di questa zona di Firenze, immediatamente fuori dal centro, risale al periodo di Firenze Capitale (1865-1871) e dei piani di sviluppo di Giuseppe Poggi, che demolì le mura e creò gli ampi viali alla parigina. La denominazione (nella forma via Robbia) è attestata dal 1884, anno che ugualmente è indicativo della realizzazione del tracciato. Dopo la ripresa dalla drammatica crisi economica attraversata dal Comune dopo il trasferimento della capitale a Roma, provocata proprio dagli ingenti investimenti legati al suo rinnovamento urbanistico, fu completato il piano. Sorsero così palazzine, ville e villini per l'alta borghesia dell'epoca, spesso in stile eclettico o Liberty, che dimostrano con la loro datazione uno sviluppo ben successivo al trasferimento della capitale. Per quanto riguarda il tratto prossimo al viale Giuseppe Mazzini sono inoltre da tenere presenti i limiti posti all'urbanizzazione dell'area per la presenza della strada ferrata aretina e della relativa stazione ferroviaria di Porta alla Croce, demolita solo nel 1896.
In via Della Robbia, essendo immediatamente dietro il piazzale Donatello, vivevano numerosi artisti, che andarono a formare il cosiddetto Gruppo Donatello. La presenza di figure che animarono la vita culturale fiorentina è testimoniata da un paio di targhe commemorative lungo la via.

## Descrizione

### Edifici
| Immagine | N°      | Nome                                          | Descrizione |
| -------- | ------- | --------------------------------------------- | --- |
|          | 74      | Villino Ciuti                                 | Il villino fu realizzato attorno al 1910 su committenza di Baldassarre Ciuti. "Nel suo aspetto compositivo presenta dei 'brani' autenticamente Liberty quali il bello e dinamico intreccio vegetale del davanzale della finestra-balcone al primo piano della torretta; il disegno dell'infisso della porta finestra al piano terra (di lato all'ingresso principale) e la tettoia a sezione ondulata, in ferro e vetro, di protezione al percorso d'accesso. Purtroppo questi elementi decisamente caratterizzati dal dinamismo e dalla sinuosità della linea sono affogati in un repertorio di revivals neo-romanici" (Cresti).                           |
|          | 104-106 | Villino Bernhardt                             | Il villino fu eretto sulla base di un progetto redatto nel 1871 dall'ingegnere Renato Fucini (più noto come romanziere e poeta sotto lo pseudonimo di Neri Tanfucio). Presenta le consuete caratteristiche del villino ottocentesco, con tre assi su tre piani, il portone sormontato dal consueto balcone, il terreno con paramento in pietra e gli angoli sottolineati da bugne sfalsate. Rispetto al progetto originario (pubblicato da Gabriella Orefice), si segnala la saturazione dello spazio a destra, già occupato da un cancello di accesso allo spazio verde di pertinenza, con un volume a un piano (numero civico 104) chiuso da un terrazzo. |
|          | s.n.    | Villa Rossa (Syracuse University in Florence) | L'edificio, in angolo con piazza Savonarola, sembrerebbe essere stato realizzato in una fase tarda rispetto al piano di urbanizzazione della zona, e comunque si distingue rispetto alla tipologia dominante dei villini tardo ottocenteschi per una adesione a un gusto già proprio del primo Novecento, comunque chiuso a istanze moderniste e tutt'altro che immune rispetto alla tradizione dell'eclettismo. L'edificio è circondato da un giardino che vale all'immobile la denominazione di villa, Rossa per la tinteggiatura color rosso mattone conferita alle facciate. L'immobile è attualmente sede della Syracuse University in Florence.       |

Il via dei Della Robbia ha anche sede il consolato generale della Repubblica Popolare Cinese a Firenze.

### Lapidi
Al numero 50 si trova una lapide dedicata alla nascita della rivista La Voce:
| QUI NEL DICEMBRE 1908 NASCEVA 'LA VOCE' LA RIVISTA FONDATA DA GIUSEPPE PREZZOLINI SULLE CUI PAGINE MATURÒ LA SPERANZA DI RINNOVARE LA VITA MORALE E POLITICA DELL'ITALIA I COMUNI DI FIRENZE E FIESOLE E IL GABINETTO VIEUSSEUX NEL CENTENARIO POSERO |

Al 68 un ricordo di Robert Davidsohn, con piccolo busto di profilo a bassorilievo:
| VISSE IN QUESTA CASA DAL 1903 AL 1923 ROBERT DAVIDSOHN DANZICA 1853 FIRENZE 1937 SCRIVENDOVI GRAN PARTE DELLA SUA STORIA DI FIRENZE FRUTTO D'INSIGNE RICERCA ERUDITA E DI VIVO AMORE A QUESTA CITTÀ IL COMUNE DI FIRENZE NE FA RICORDO NEL 150° ANNIVERSARIO DELLA NASCITA |

## Note

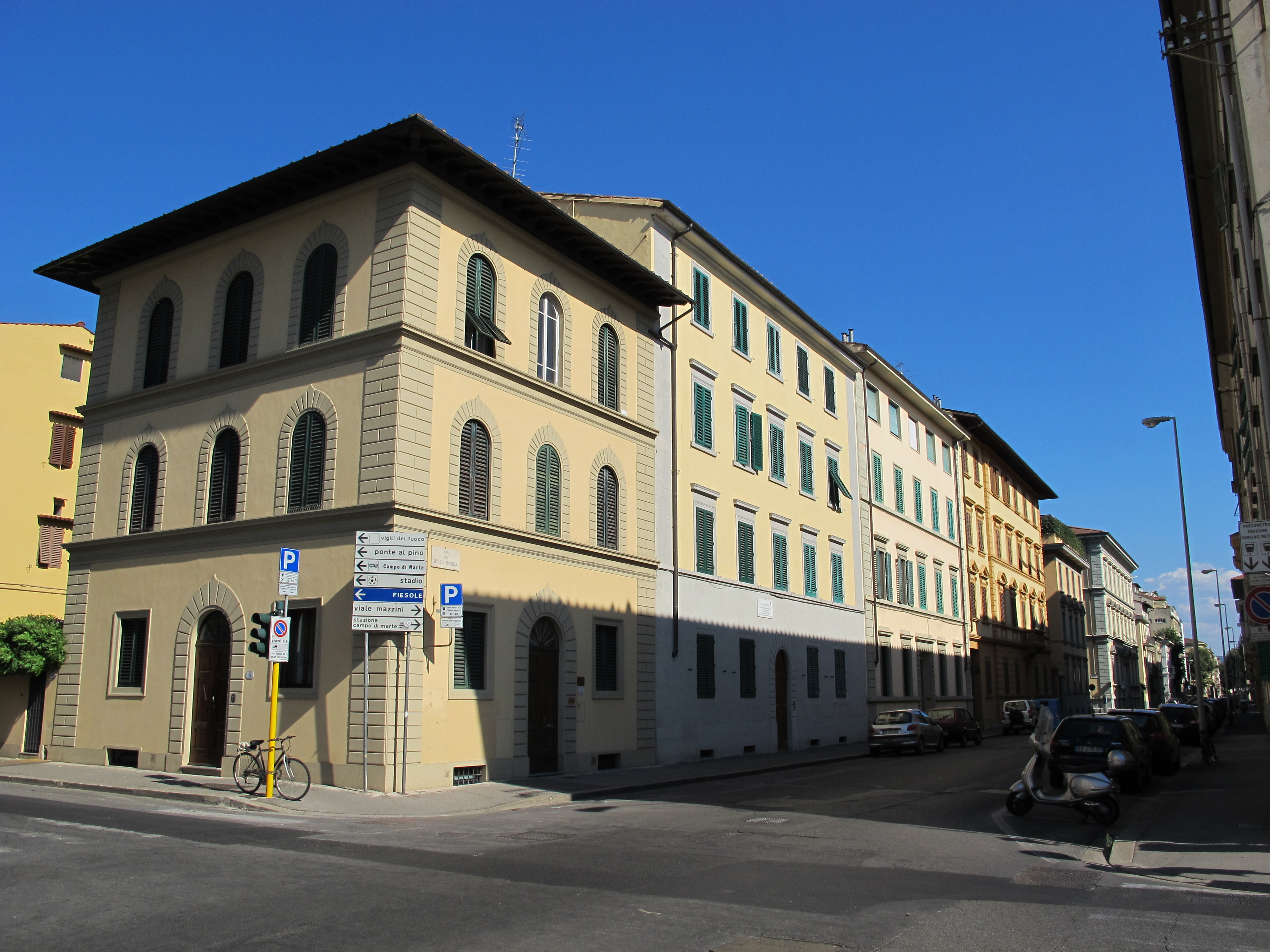
Via dei Della Robbia